# Meleoma adamsi
Meleoma adamsi är en insektsart som beskrevs av Catherine A. Tauber 1969. Meleoma adamsi ingår i släktet Meleoma och familjen guldögonsländor. Inga underarter finns listade i Catalogue of Life.